# Марк Ебуций Хелва
Марк Ебуций Хелва (на латински: Marcus Aebutius Helva) e римски политик от 5 век пр.н.е.
Произлиза от патрицианската фамилия Ебуции, клон Хелва. Вероятно е роднина с Постумий Ебуций Хелва Корникен (консул 442 пр.н.е.).
През 442 пр.н.е. e в образуваня триумвират за организацията на колонизацията на рутулския град Ардеа и войната с волските. Неговите колеги са Тит Клоелий Сикул и Агрипа Менений Ланат.